# Ерама
Ерама — село в Могойтуйском районе Агинского Бурятского округа Забайкальского края России. Входит в состав сельского поселения «Нуринск».

## География
Село находится в восточной части района, на левом берегу реки Онон, на расстоянии примерно 57 километров (по прямой) к юго-востоку от посёлка городского типа Могойтуй.
Климат
Климат характеризуется как резко континентальный с умеренно жарким летом и продолжительной морозной малоснежной зимой. Средняя температура воздуха самого холодного месяца (января) составляет −22 — −26 °C; самого тёплого месяца (июля) — 18-20 °C. Также наблюдаются большие перепады сезонных и суточных температур, недостаточная увлажненность, большая сухость воздуха и значительное число солнечных дней в году. Вегетационный период 150 дней и более
Часовой пояс
Село Ерама находится в часовой зоне МСК+6. Смещение применяемого времени относительно UTC составляет +9:00.

## История
Основано в 1951 году.

## Население
| 2002 | 2010 | 2021 |
| ---- | ---- | ---- |
| 172  | ↘32  | ↗49  |

Половой состав
По данным Всероссийской переписи населения 2010 года в половой структуре населения мужчины составляли 56,3 %, женщины — соответственно 43,7 %.
Национальный состав
Согласно результатам переписи 2002 года, в национальной структуре населения русские составляли 77 %.